# 秋川リサ
秋川 リサ（あきかわ リサ、1952年5月12日 - ）は、日本のビーズ作家、女優、ファッションモデル、タレント。株式会社グリーンメディア所属。身長169cm。身長172cm（1975年7月）。身長173cm（1974年1月）、B86cm、W60cm、H90cm（1974年1月）。血液型はB型。1男、1女あり。元女優の伊藤麻里也は娘。

## 来歴
東京都渋谷区笹塚出身。父親がドイツ系アメリカ人（アメリカ軍）で母親が日本人。母子家庭で育つ。文化学院高等部英語科卒業。
1967年、15歳でテイジンのモデルとしてデビュー。16歳でファッション月刊誌『服装』の専属モデルを2年間務めた。
17歳で資生堂専属モデルとなり以降4年間務める。高校時代に資生堂夏のキャンペーンのタヒチロケの撮影で1か月間学校を休んだため、帰国後学校からの厳しいペナルティを覚悟したが、特例で学校に残れるように配慮を受けた。しかし資生堂と繊維会社との専属契約をすませていたため、アルバイトOKの高校に転入した。高校を卒業した日に、篠山紀信にヌード写真を撮影してもらったが、当時は専属モデル契約の関係上、発表できず、子どもが成人した2009年に公開された。
1970年、『anan』のレギュラーモデルとして活躍し、その名前が広く知られる。また、初代テイジン水着キャンペーンガールに選ばれ、1973年まで3年間務める。1972年、三宅一生のニューヨーク・コレクションや、高田賢三のパリ・コレクションにも参加した。その後、オンシアター自由劇場で「遥かなる鼓笛」（串田和美作・演出）出演より4年間で5本の作品に出演。
1973年7月、劇団東京キッドブラザース「猿のカーニバル」で舞台初主演。これをきっかけに役者業に意欲を燃やした。同年秋、21歳で写真家・立木三朗と結婚。4年後離婚。立木リサ名義で1974年から4年間、日本テレビ『11PM』（水曜イレブン）の司会を愛川欽也と務める。
1980年代には『プロハンター』（日本テレビ）などのドラマ、『オン・ザ・ロード』や『探偵物語』などの映画に出演した。舞台出演も多い。
1984年、一般男性と再婚。1986年に男子、1987年に女子（麻里也）を出産。その後離婚。

## 人物
- 2001年からビーズアートの教室を開き、本などを出版している。
- 認知症の母を自宅で介護していたが、母の部屋で数冊の大学ノートを見つける。そこには「娘なんて産まなきゃよかった」などの言葉があった。秋川にとっては幼い頃から言われ続けてきた言葉であったが、文章として見ると愕然とした。その後母の徘徊頻度は上がり、秋川はやむをえず母を特別養護老人ホームに入居させる。この経験を秋川は「母の日記」という本にまとめた[4][10]。
- 父親は当時、日本に駐留していたアメリカ軍の技術者で、秋川が生まれる前に日本を去っていたため、両親は正式に結婚していなかった。幼少期はハーフに対する差別がきびしくいじめを受けた。それでも祖母が「親は正式に結婚してないのだから、しかたないわね」との発言を聞き、くじけずに生きることを決心。モデルという仕事にたどり着いたのも「人と違う風貌を武器にして、人と違う個性を生かしなさい」「自立した女性になりなさい」という祖母のアドバイスによる[6]。
- 2017年9月の取材では、それより10年以上前の時点から「ごはん会」という行事を開催している。「子どもと母がいなくなって、部屋が4つも空いちゃったのよ。当時はバーやレストランに集まってワイワイガヤガヤやっていたんだけど、家をきれいに維持するためにも、人を呼んだほうがいいかなって。それに自分の“生存確認”をみんなにしてもらおうと思ったの。“みんな”というのは近所の人やバーで知り合った若者たち。異文化交流も兼ねて、月に数回は家に集まって食事会をしています」とごはん会について雑誌のインタビューで詳しく語っている[6]。

## 出演

### バラエティ
- 11PM（日本テレビ）
- 空飛ぶモンティ・パイソン（テレビ東京）
- 午後は○○おもいッきりテレビ（日本テレビ）
- クイズ日本人の質問（NHK総合）
- 解決!ナイナイアンサー（日本テレビ）
- ハートネットTV「介護百人一首」（NHK教育）
- 徹子の部屋（テレビ朝日）
- ひるおび!（TBS）

ほか多数

### テレビドラマ
- ふとどき千万（1970年、NHK総合）初ドラマ出演
- プロハンター 第4話「ワニを連れた女」（1981年、日本テレビ）
- 銀河テレビ小説（NHK総合）
  - 下町探偵局 第9話（1984年）
  - 暗闇のセレナーデ（1985年）
- 結婚したい女2（1981年 - 1982年、毎日放送） - ぼたん 役
- 可愛い悪魔（1982年、日本テレビ / 円谷プロ） - 録音技師 役
- 君は海を見たか[11]（1982年、フジテレビ） - 春子 役
- 必殺仕事人意外伝 主水、第七騎兵隊と闘う 大利根ウエスタン月夜（1985年、朝日放送 / 松竹） - メリケンお袖 役
- 三姉妹探偵団（1986年、フジテレビ）
- 愛のことば（2001年、東海テレビ） - 三枝和歌子 役
- ナースのお仕事4（2002年、フジテレビ） - 高杉美鈴 役
- 他　多数

### 映画
- オン・ザ・ロード（1982年4月17日、ジョイパックフィルム・ムービー・ブラザーズ / 松竹）
- ウィークエンド・シャッフル（1982年10月23日、らんだむはうす・幻児プロダクション・JOYPACK FILEM / ジョイパックフィルム） - 三宅とも子 役
- 探偵物語（1983年7月16日、角川春樹事務所 / 東映） - 直木幸子（クラブのママ） 役（ステージで「そうよマンボ」を歌った）
- 逃がれの街（1983年10月15日、日本テレビ・田中プロモーション / 東宝） - 三沢夫人 役
- さびしんぼう（1985年4月13日、東宝） - 大村先生 役
- 早春物語（1985年9月14日、角川春樹事務所 / 東宝） - 石原貴子 役
- 嵐の季節 THE YOUNG BLOOD TYPHOON（1995年5月13日、INDEX GUN OFFICE）
- 洗礼（1996年2月24日、ビデオチャチャンプ・バップ・東北新社 / アルゴ・ピクチャーズ
- 他ほか

### 舞台
1973～1978 串田和美主催　自由劇場にて　「遙かなる鼓笛」より　五年間　「もっと泣いてよフラッパー」まで　公演参加
- ミツコ～ウィーンの伯爵夫人～（松竹）
- マクベス（松竹）
- イノゼーズオフ（松竹）
- にんじん（松竹）
- 華麗なる男爵夫人（松竹）
- グッバイチャーリー（東宝）
- 大草原の小さな家（バンダイ）
- ブルーエンジェル（ホリプロ、脚本：Pam Gems/演出：加藤直）
- 洪水の前（1982年、いずみたくフォーリーズ、脚本：矢代静一/演出：藤田敏夫/音楽：いずみたく） - 主演：まり 役
- キネマの天地（1987年4月、松竹、大阪公演）
- ラ・カージュ・フォール（1985年2月、東宝、帝国劇場）
- 逢魔が変暦（1988年10月、松竹、新橋演舞場）
- いかれた主婦（1990年、ハウス食品）
- もっと泣いてよフラッパー（1993年、Bunkamura/1994年、Bunkamuraシアターコクーン）
- 源氏物語（1993年11月、作：紫式部/脚本・演出：村井秀安）
- 大阪から来た女（2001年11月、松竹、作・演出：斉藤雅文/演出：藤山直美、大阪松竹座/新橋演舞場）
- 椿姫（2004年4月、松竹、大阪松竹公演）
- アニー
- リタの教育
- 他　多数

### 著書
- 私のラマーズ法出産と育児ノート（1987年12月、講談社）
- 秋川リサの子育てはいつだって現在進行形（1989年9月、鎌倉書房）
- 娘・麻里也とともにアトピーと闘って（1995年3月、ティ・アイ・エス）
- 秋川リサのビーズワーク（2002年5月、日本ヴォーグ社）
- 母の日記（2014年7月、NOVA出版）
- センス良く生きようよ
- 他　ほか

### レコード
- 私のレコード（1973年）

作詞：秋川リサ / 作曲：高橋信之 / 編曲：高橋信之 / プロデュース：加藤和彦
（c/w 私のレコードB面用）
- 気分を出してもう一度（1977年） - 立木リサ&今野雄二名義

作詞：安井かずみ / 作曲：加藤和彦 / 編曲：瀬尾一三 / プロデュース：田辺昭知・金井浩
（c/w 20才のころ） - 作曲：かまやつひろし

　　角川映画　探偵物語　挿入歌　「マンボ」

### テレビCM
- 気ままな旅のリサでございます（1970年代、国鉄）
- お湯は沸いたか（1970年、資生堂）
- ファミリアAP（1977年、マツダ）
- ジョリエール（濃縮スープ）（1977年、ハウス食品）
- デリカ スープ皿プレゼント（1977年、サントリー）
- グリルオーブンレンジ ハイクッカー（1978年、シャープ）
- フルサポーティ（1979年、アツギ）
- ホイホイシリーズ（1980年、アース製薬）共演：石立鉄男
- 純正こうじみそ（1981年、マルサンアイ）共演：田村高廣
- プルコレモン（1990年、ハウス食品）共演：木の実ナナ
- ディッシュアップ（1990年、ハウス食品）共演：木の実ナナ・森公美子・熊谷真実
- AFヘアカラー（1991年、資生堂）
- リサのはらたち日記（1992年、資生堂）
- 他　多数